# چنگان (اردبیل)
چنگان یا جنگان نام روستایی در دهستان اجارود شرقی، بخش موران، شهرستان گرمی، استان اردبیل است که طبق سرشماری نفوس و مسکن مرکز آمار ایران ۱۰۵ نفر جمعیت دارد.